# 駒込駅
駒込駅（こまごめえき）は、東京都豊島区駒込二丁目にある、東日本旅客鉄道（JR東日本）・東京地下鉄（東京メトロ）の駅である。豊島区最東端の駅である。

## 乗り入れ路線
JR東日本の山手線、東京メトロの南北線が乗り入れ、接続駅となっている。1923年から1971年までの間は都電19系統（駒込線・飛鳥山線）との接続駅でもあった。
- JR東日本： 山手線 - 環状線としての山手線電車のみが停車し、山手貨物線を走行する湘南新宿ラインやその他の列車は通過する。また、特定都区市内制度における「東京都区内」および「東京山手線内」に属している。駅番号「JY 10」
- 東京メトロ： 南北線 - 駅番号「N 14」

## 歴史

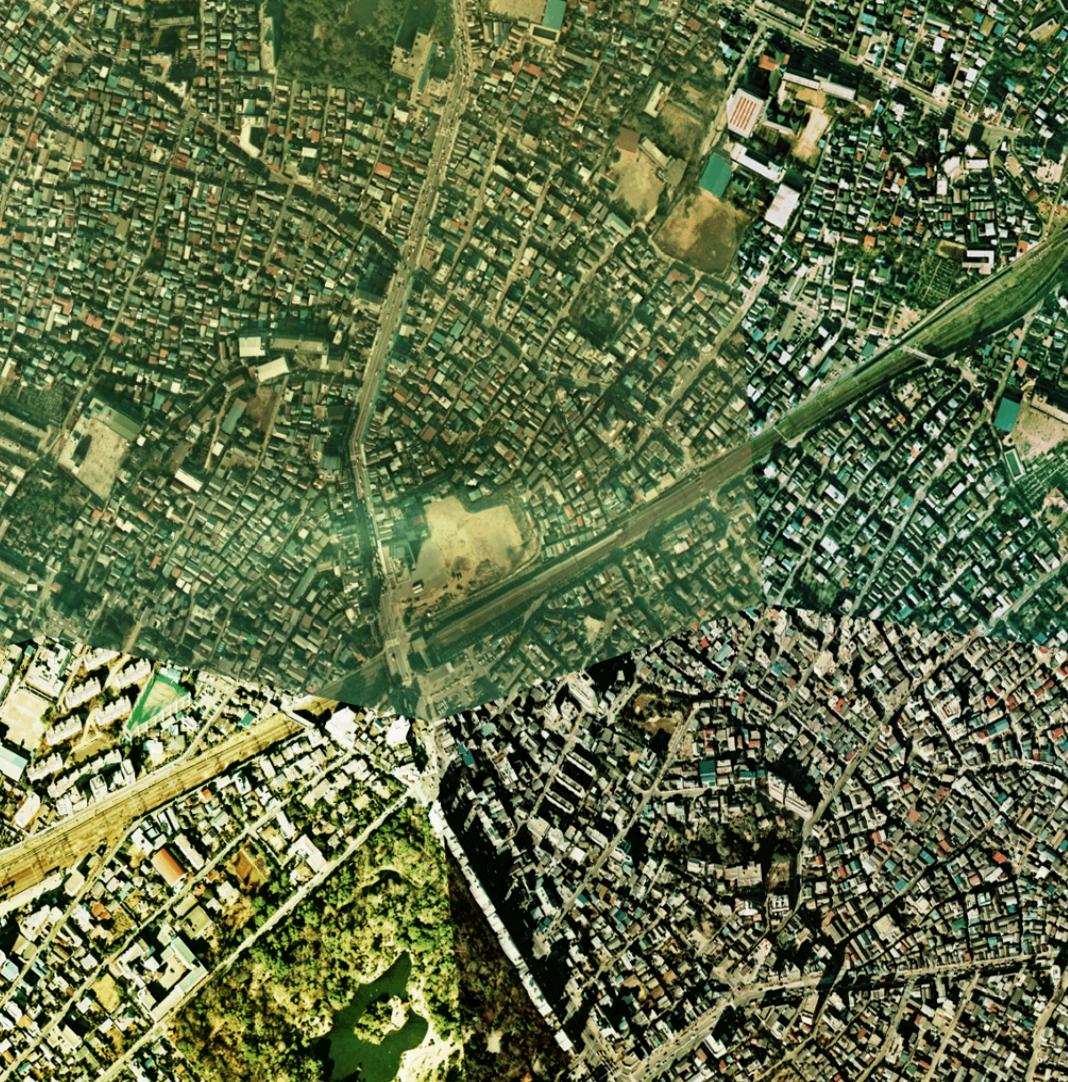
駒込駅付近の空中写真。画像中心が駒込駅（1974年 国土画像情報オルソ化空中写真（国土交通省）より）。

- 1910年（明治43年）11月15日：鉄道院の駅が開業[1]。山手線所属の駅で、旅客営業のみ。
- 1917年（大正6年）6月6日：東京市電駒込線・駒込橋電停が開業。
- 1922年（大正11年）4月10日：駒込橋停留所を駒込駅方面に0.1km移設。
- 1923年（大正12年）4月12日：市電飛鳥山線開業。駒込駅隣接地に市電巣鴨車庫駒込分車庫が開設。1939年に独立車庫となる。
- 1945年（昭和20年）4月13日：太平洋戦争中に空襲に遭い、駅舎が全焼。
- 1957年（昭和32年）10月27日：北口駅舎が改築される（それまで戦後にバラック造で復旧させた仮駅舎だった。）[新聞 1]。同時に南北自由通路を新設[新聞 1]。
- 1971年（昭和46年）3月17日：都電19系統（駒込線・飛鳥山線）廃止。これより20年間接続路線がなくなる。
- 1987年（昭和62年）4月1日：国鉄分割民営化に伴い、国鉄の駅は東日本旅客鉄道（JR東日本）の駅となる[1]。
- 1990年（平成2年）
  - 4月21日：JR東日本（東口）に自動改札機導入[新聞 2]。
  - 5月19日：JR東日本（北口・南口）に自動改札機導入[2]。
- 1991年（平成3年）11月29日：帝都高速度交通営団（営団地下鉄）7号線・南北線の駅が開業[3]。当初は始発駅であった。
- 1996年（平成8年）3月26日：四ツ谷駅 - 当駅間の開業に伴い、南北線の駅も途中駅となる[4][新聞 3]。
- 2000年（平成12年）：JR東日本の駅が関東の駅百選に選定される[5]。選定理由は「山手線の中にあって季節になるとツツジが大変素晴らしい駅」[5]。
- 2001年（平成13年）11月18日：JR東日本でICカード「Suica」の利用が可能となる[報道 1]。
- 2004年（平成16年）4月1日：帝都高速度交通営団（営団地下鉄）民営化に伴い、南北線の駅は東京地下鉄（東京メトロ）に継承される[報道 2]。
- 2006年（平成18年）12月23日：JR東日本の駅舎改装工事が完了。北口・南口側にエスカレーター・エレベーター・駅ナカ施設が設置される。
- 2007年（平成19年）3月18日：東京メトロでICカード「PASMO」の利用が可能となる[報道 3]。
- 2013年（平成25年）12月14日：みどりの窓口の営業を終了。
- 2015年（平成27年）3月13日：南北線ホームの発車メロディを変更[報道 4]。
- 2017年（平成29年）5月15日：JR東日本の駅が業務委託化[6]。

## 駅構造

### JR東日本
JR東日本ステーションサービスが駅業務を受託している巣鴨駅管理の業務委託駅。島式ホーム1面2線を有する地上駅。地形が傾斜しており、西側が掘割、東側が盛土上にホームがある構造となっている。山手線ホームの最東端は北区中里に位置している。
可動式ホーム柵が設置されている。
改札は2か所ある。西側（池袋方）の改札は、山手線ホームから階段、エスカレータまたはエレベータで上った先にあり、線路を渡る南北の通路に接しており北口と南口につながる。東側（田端駅寄り）には、階段を下りた先の改札を経て東口がある。北口には、みどりの窓口が営業されていたが廃止され、多機能券売機数機が設置されている。また、東口にはお客さまサポートコールシステムが導入されており、終日インターホンによる案内となる。
駅構内の掘割の斜面にあるつつじの植栽が有名で、これにより関東の駅百選にも認定されている。バリアフリー対応のためエレベーターやエスカレーターの設置工事が行われた際、工事の支障となる北側斜面のつつじの一部が伐採された。その後、可能な範囲でのつつじの新規植栽がされた。
山手線唯一の踏切である第二中里踏切が駅から田端側へ約400m程度行ったところにあるため、当駅の山手線外回りは通過禁止駅に指定されている。

#### のりば
| 番線 | 路線   | 方向   | 行先                 |
| ---- | ------ | ------ | -------------------- |
| 1    | 山手線 | 外回り | 田端・上野・東京方面 |
| 2    | 山手線 | 内回り | 池袋・新宿・渋谷方面 |

（出典：JR東日本:駅構内図）

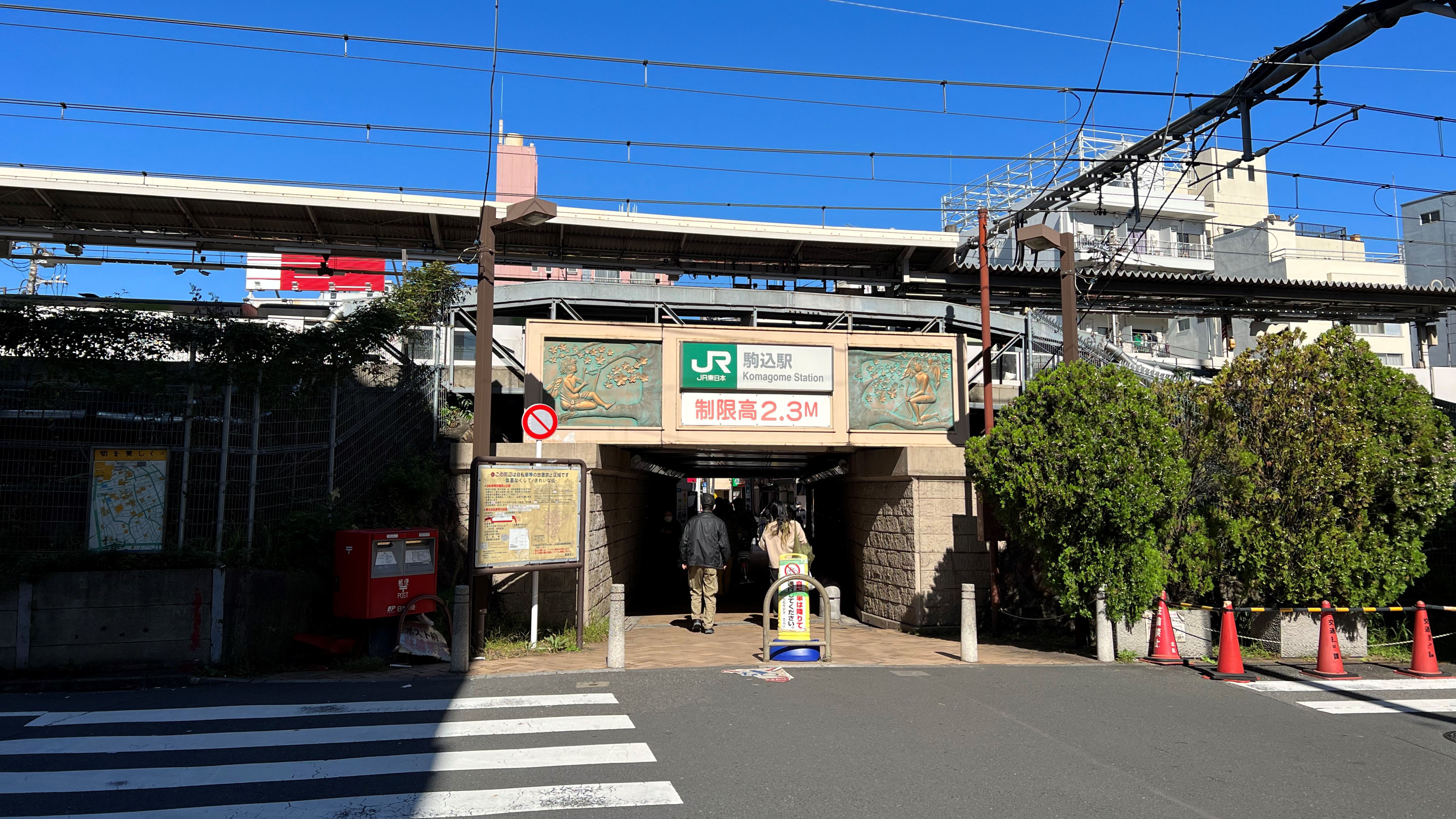
東口（2022年10月）
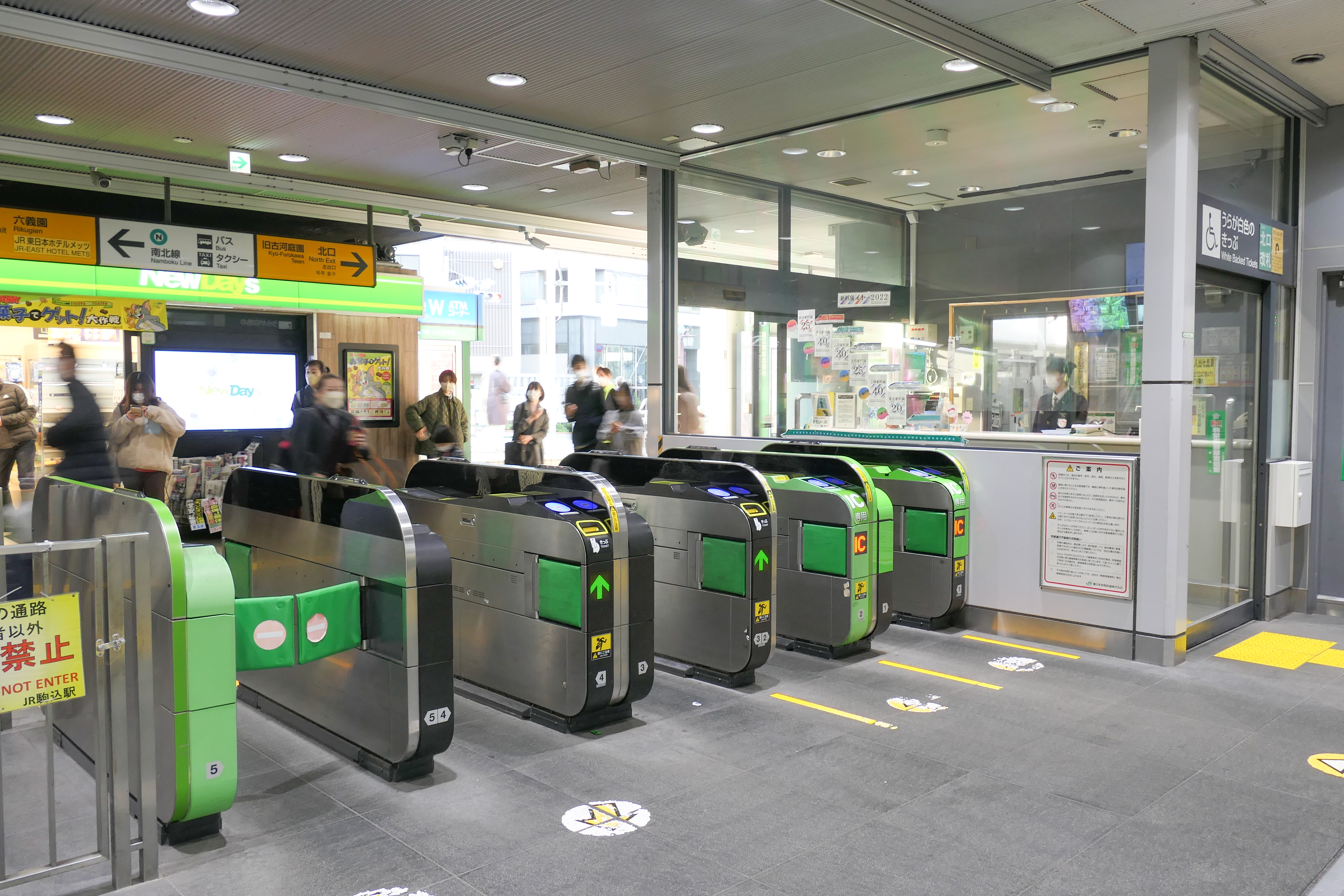
北口改札（2022年12月）
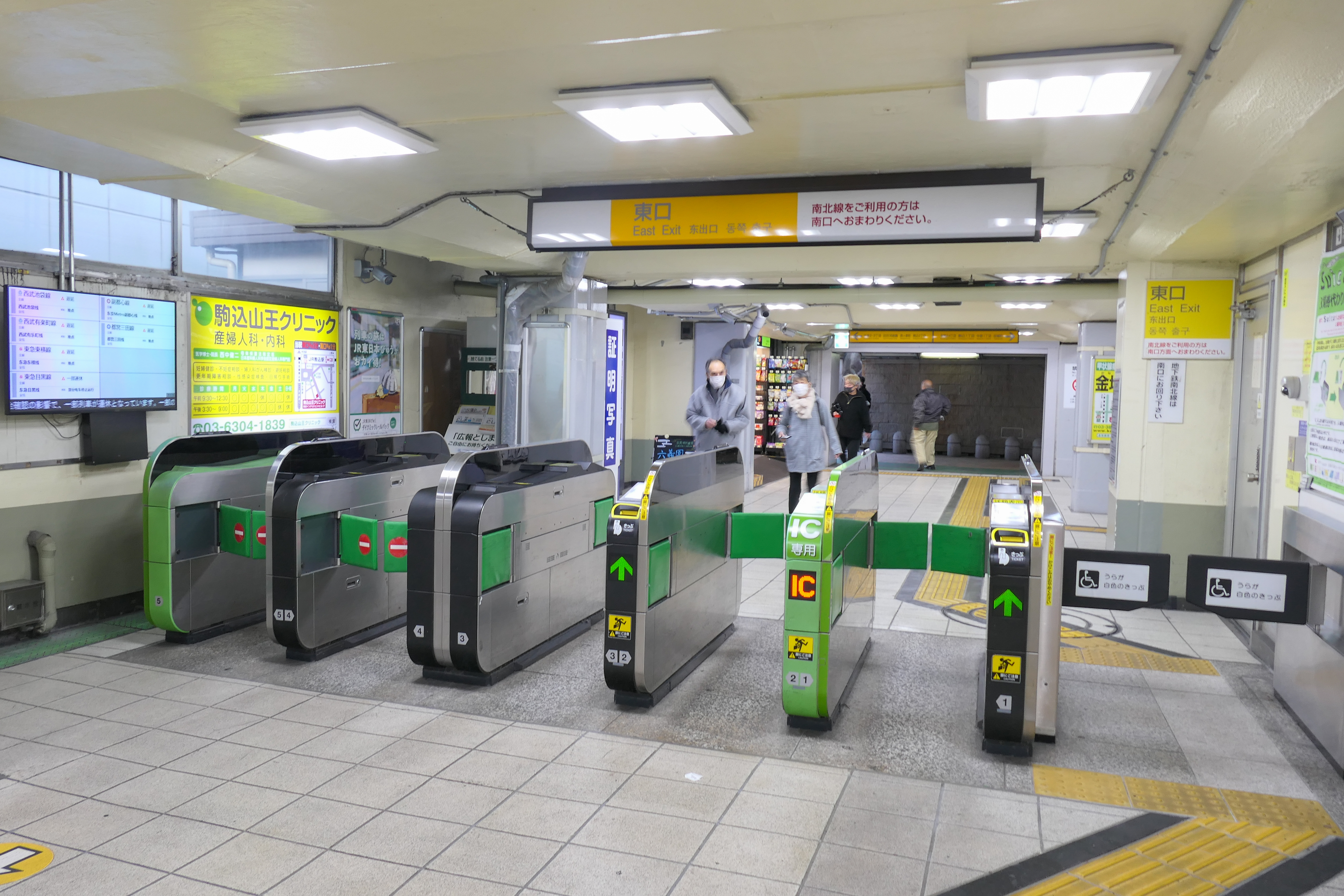
東口改札（2022年12月）
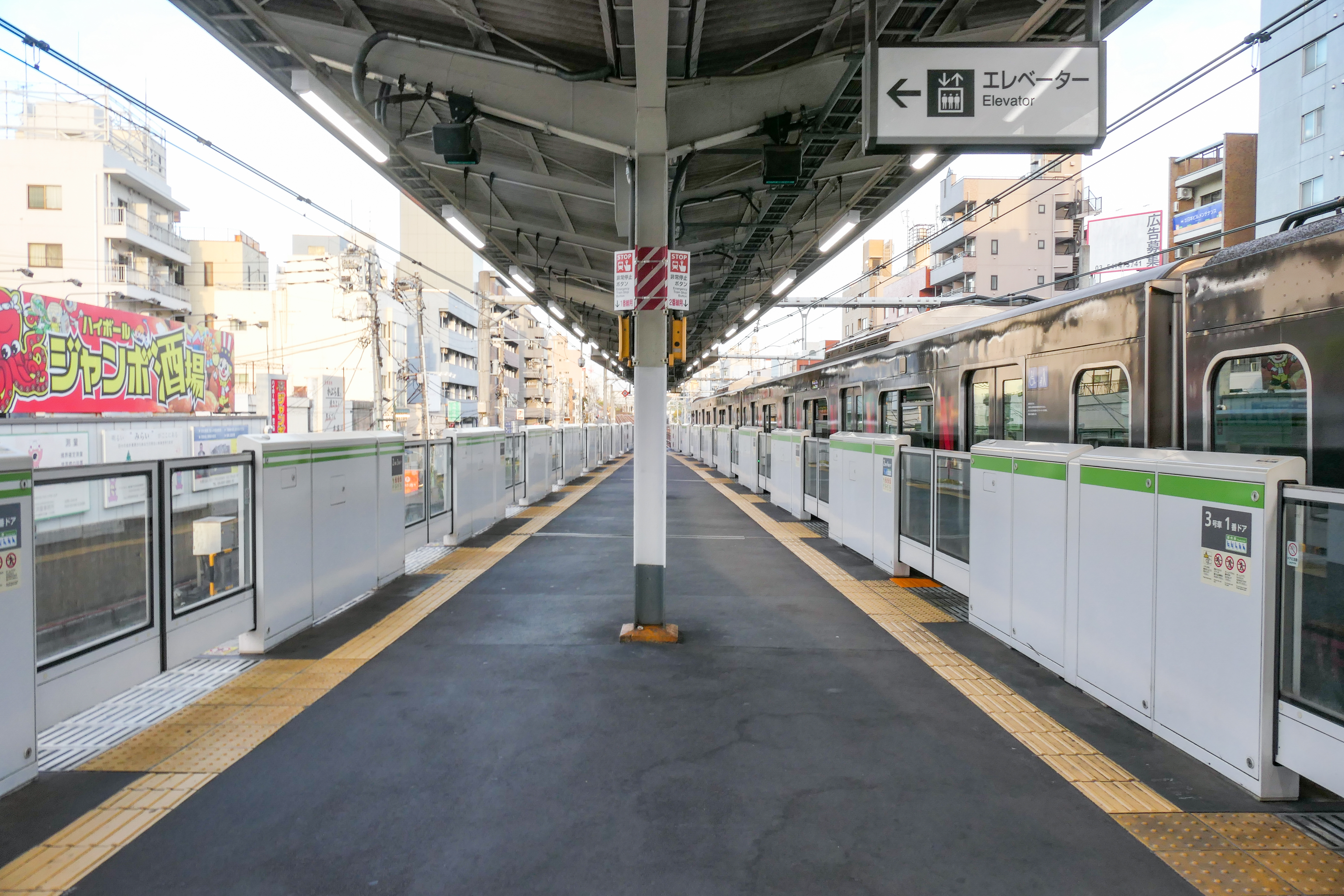
山手線ホーム（2022年12月）
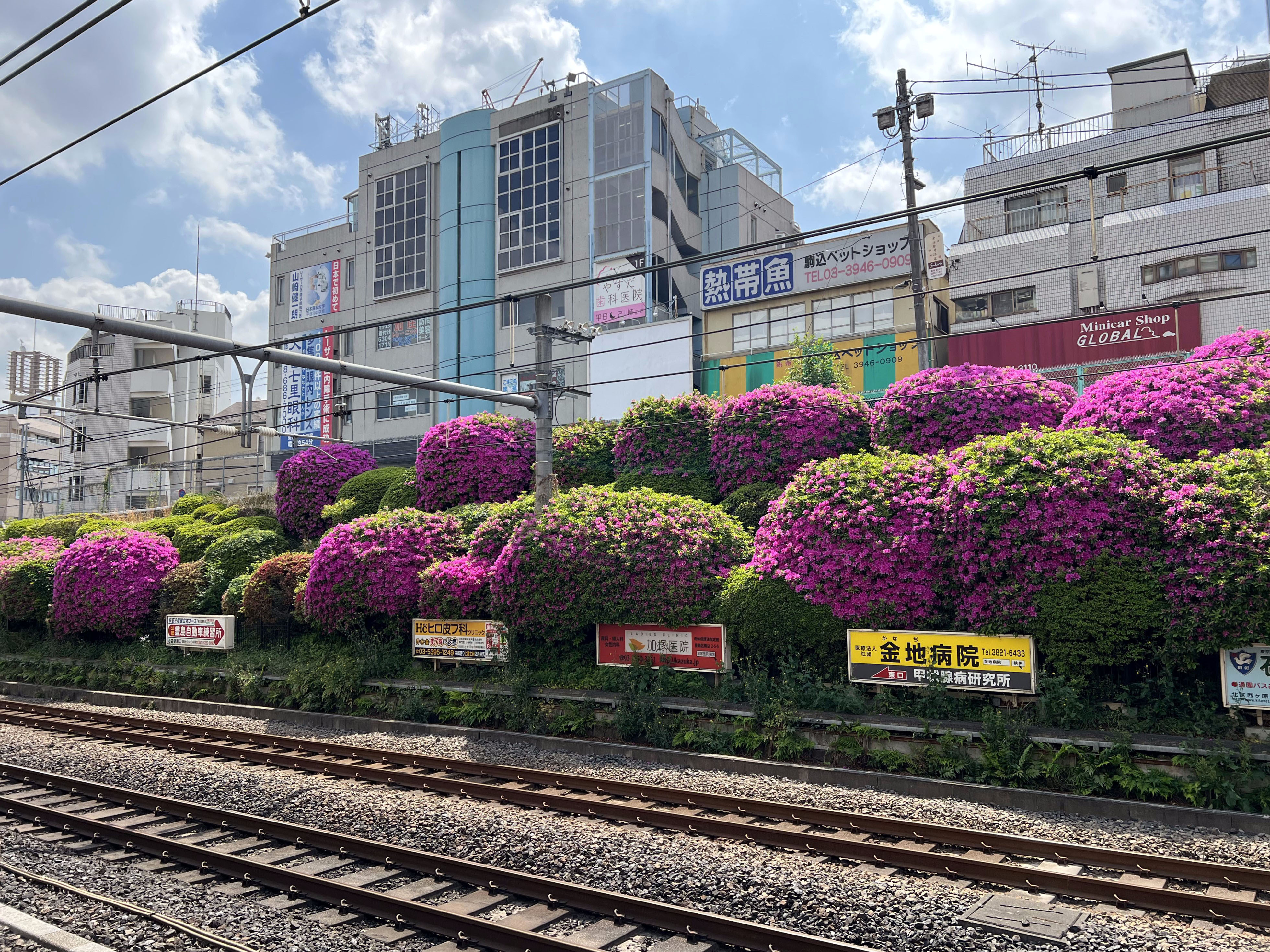
構内南側斜面のツツジ（2025年5月）

#### 駅施設

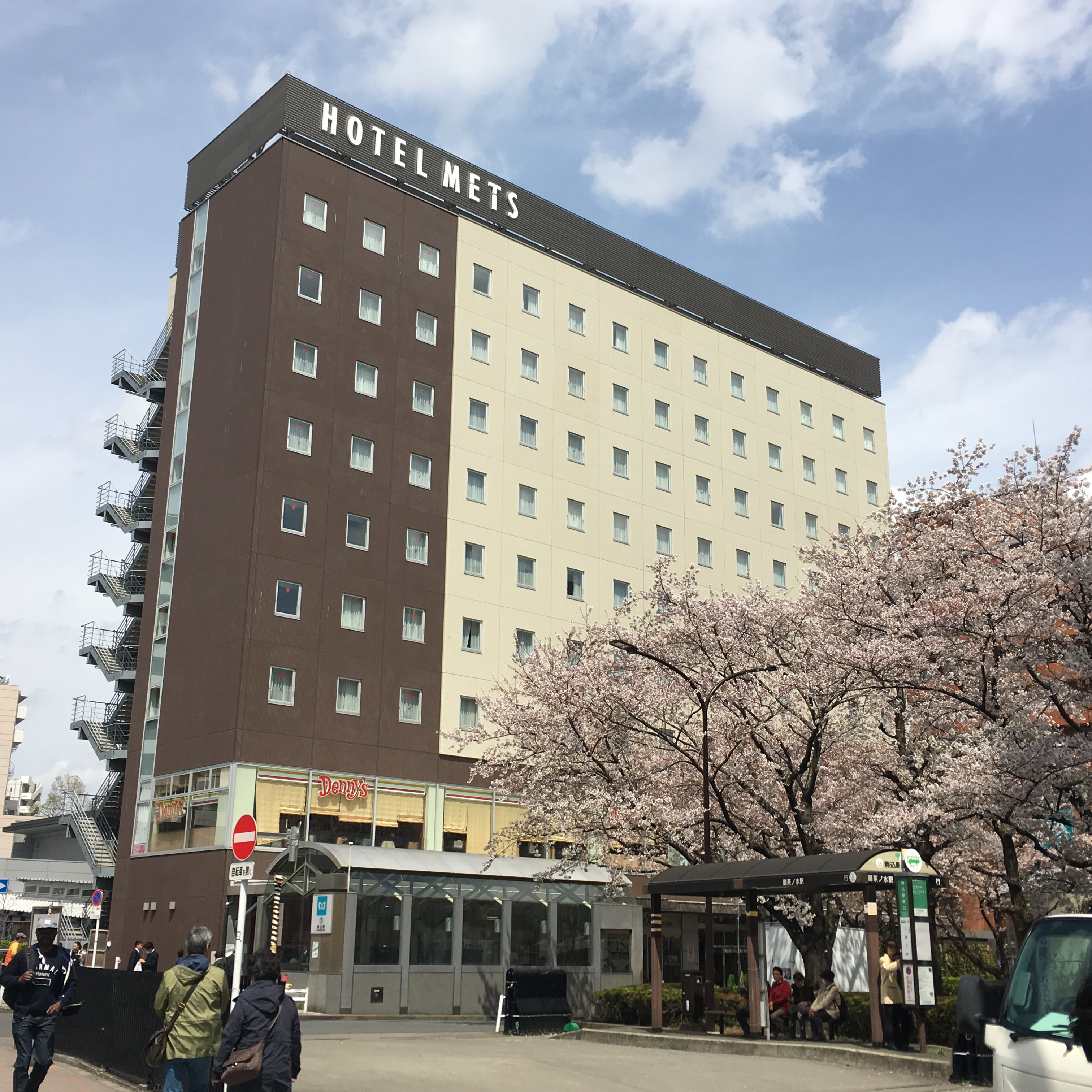
駅に隣接されたホテルメッツ

- 南口
  - JR東日本ホテルメッツ駒込
- 北口
  - NewDaysKIOSK
  - 自動券売機・指定席券売機
  - 自動改札機
  - 有人改札室
- 北口改札内
  - ほんのり屋（おにぎり）
  - LITTLE MERMAID
  - 多機能トイレ
  - 旅客階段
  - エスカレーター・エレベーター
- 東口
  - KIOSK
  - 自動券売機
  - 無人改札通路
  - 自動改札機
- 東口改札内
  - 旅客用トイレ
  - 旅客用階段
  - 旅客用エレベーター

#### 発車メロディ
発車メロディは「さくらさくら」である。当駅近くがソメイヨシノの発祥の地であることから、地元の商店街が地域活性化の一環として2005年に実現させたものであり駅のシンボルとなっている。2005年と2006年は3月中旬から5月上旬までの期間限定で使用されていたが、2007年以降は通年で使用されている。内回りと外回りでは曲のアレンジが異なり、2006年度のみ内回りと外回りの組み合わせが入れ替わっていた。
| 1 | JY | さくらさくら V1 |
| 2 | JY | さくらさくら V2 |

### 東京メトロ
島式ホーム1面2線を有する地下駅で、フルスクリーンタイプのホームドアが設置されている。また、目黒寄り（ホーム南端）には折り返し用の分岐器が設置されている。A線（赤羽岩淵方面）に当駅止まりが、B線（目黒方面）に当駅止まり及び始発列車が設定されている。南北線で唯一豊島区に所在する駅である。

#### のりば
| 番線 | 路線   | 行先                   |
| ---- | ------ | ---------------------- |
| 1    | 南北線 | 赤羽岩淵・浦和美園方面 |
| 2    | 南北線 | 目黒方面               |

（出典：東京メトロ:構内立体図）

#### 発車メロディ
開業時から吉村弘作曲の南北線全駅共通の発車メロディ（発車サイン音）を使用していたが、2015年3月13日にスイッチ制作の当駅オリジナルのメロディに変更されている。
曲は1番線が「ビスマス」（福嶋尚哉作曲）、2番線が「ツツジ、咲く」（塩塚博作曲）である。

#### 駅施設
- 南口
  - コクミンドラッグ

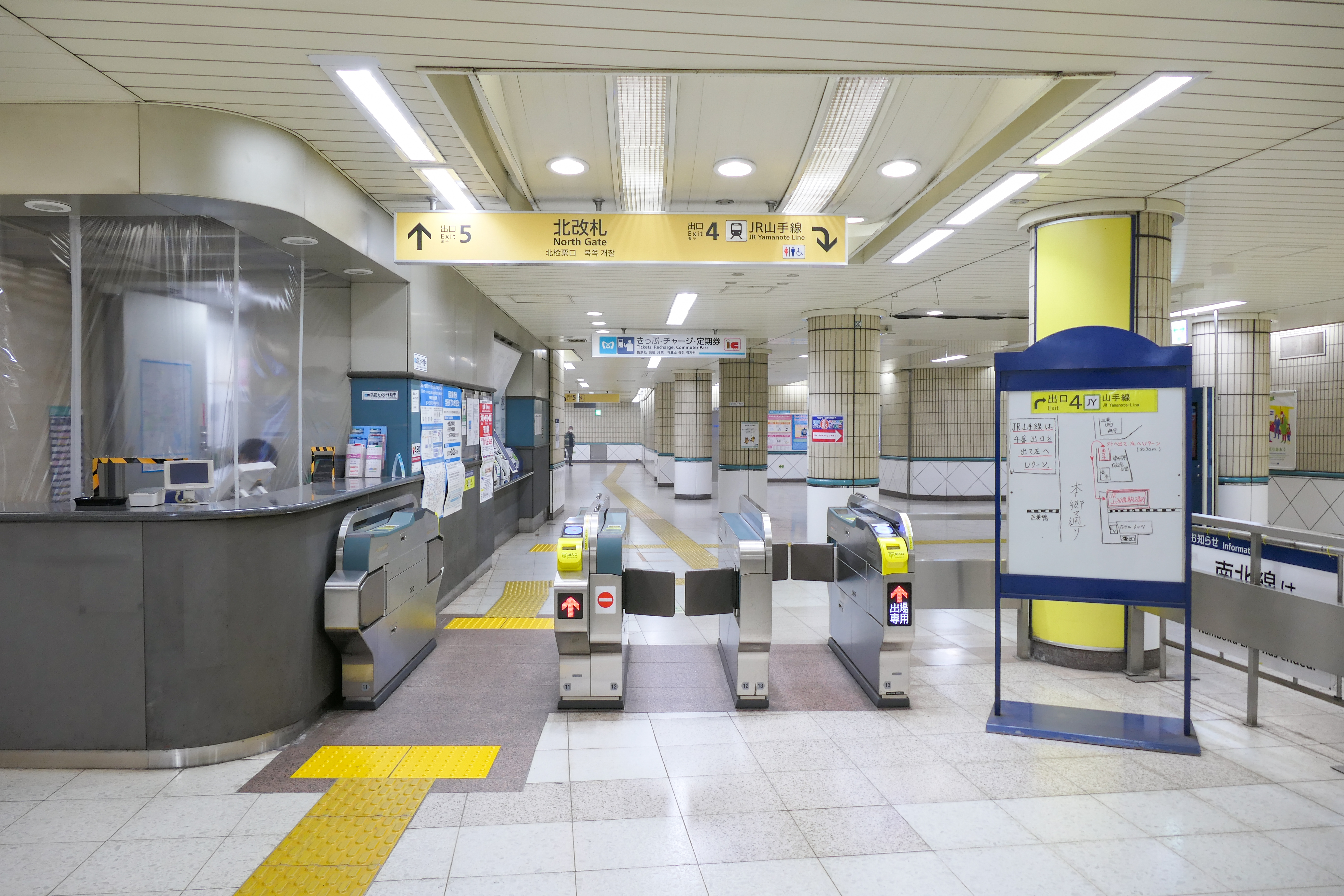
北改札（2022年12月）
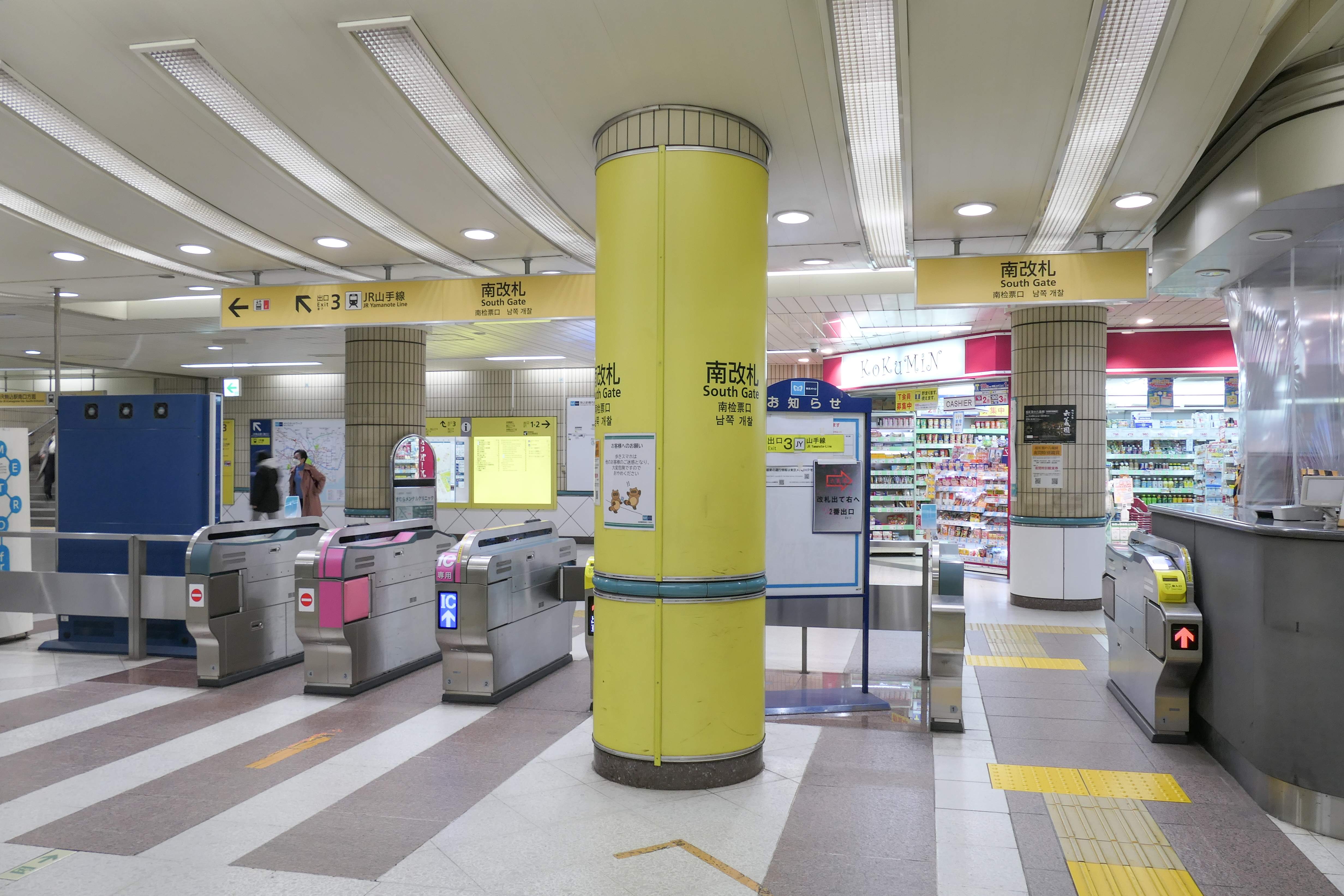
南改札（2022年12月）
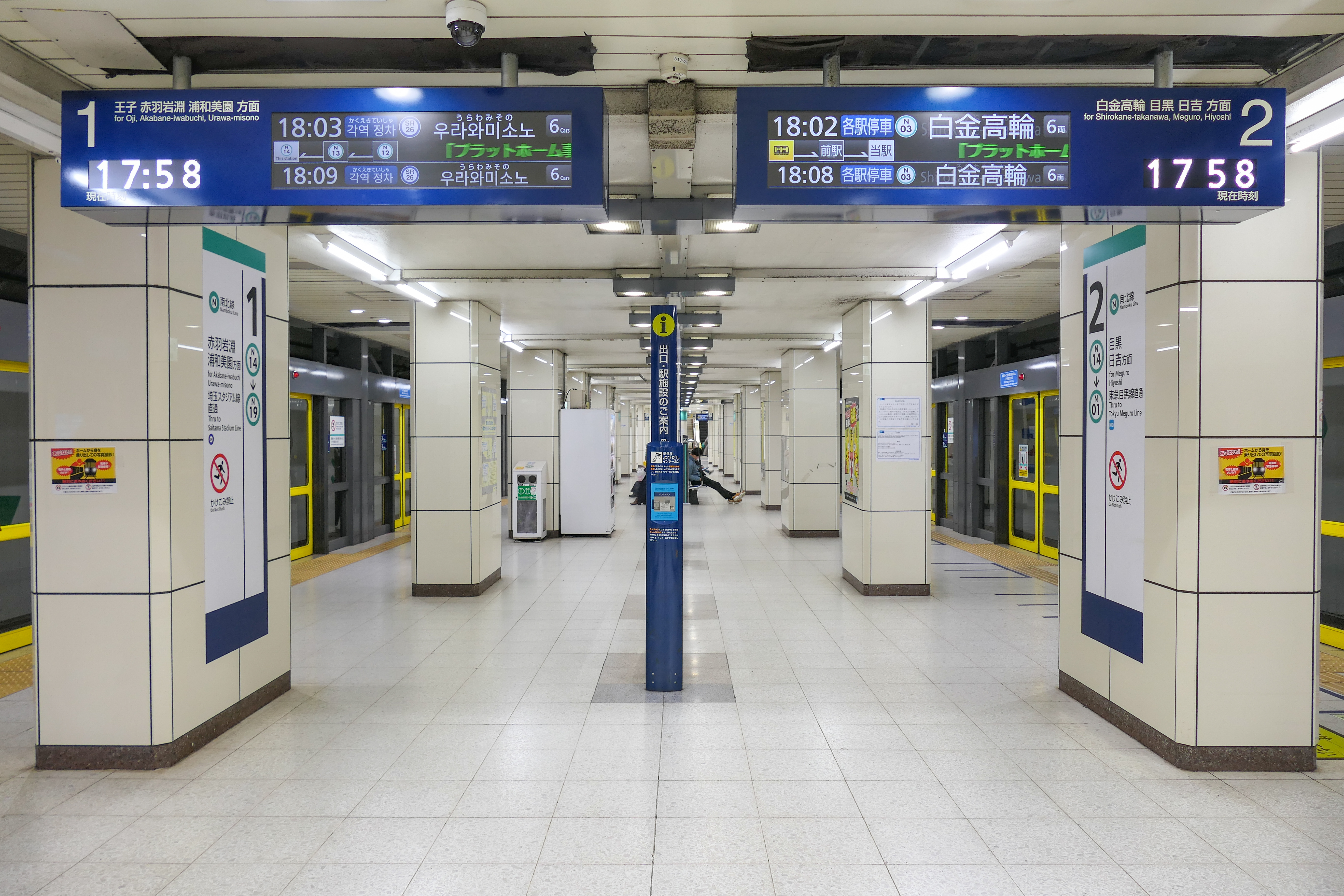
南北線ホーム（2022年12月）

## 利用状況
- JR東日本 - 2023年度（令和5年度）の1日平均乗車人員は42,719人である[利用客数 1]。
JR東日本の駅では稲毛駅に次いで第98位。
- 東京メトロ - 2024年度（令和6年度）の1日平均乗降人員は37,671人である[メトロ 2]。
東京メトロ全130駅中99位。

### 年度別1日平均乗降人員
2002年度（平成14年度）以降の1日平均乗降人員の推移は下表の通り（JRを除く）。
| 年度               | 営団 / 東京メトロ | 営団 / 東京メトロ |
| 年度               | 1日平均 乗降人員  | 増加率            |
| ------------------ | ----------------- | ----------------- |
| 2002年（平成14年） | 26,863            |                   |
| 2003年（平成15年） | 27,858            | 3.7%              |
| 2004年（平成16年） | 28,988            | 4.1%              |
| 2005年（平成17年） | 30,252            | 4.4%              |
| 2006年（平成18年） | 31,279            | 3.4%              |
| 2007年（平成19年） | 33,572            | 7.3%              |
| 2008年（平成20年） | 34,487            | 2.7%              |
| 2009年（平成21年） | 34,171            | −0.9%             |
| 2010年（平成22年） | 34,797            | 1.8%              |
| 2011年（平成23年） | 34,403            | −1.1%             |
| 2012年（平成24年） | 35,768            | 4.0%              |
| 2013年（平成25年） | 36,707            | 2.6%              |
| 2014年（平成26年） | 37,443            | 2.0%              |
| 2015年（平成27年） | 38,532            | 2.9%              |
| 2016年（平成28年） | 39,584            | 2.7%              |
| 2017年（平成29年） | 40,799            | 3.1%              |
| 2018年（平成30年） | 41,842            | 2.6%              |
| 2019年（令和元年） | 41,685            | −0.4%             |
| 2020年（令和02年） | 28,505            | −31.6%            |
| 2021年（令和03年） | 30,252            | 6.1%              |
| 2022年（令和04年） | 34,065            | 12.6%             |
| 2023年（令和05年） | 36,384            | 6.8%              |
| 2024年（令和06年） | 37,671            | 3.5%              |

### 年度別1日平均乗車人員（1910年代 - 1930年代）
各年度の1日平均乗車人員は下表の通りである。
| 年度               | 国鉄       | 出典              |
| ------------------ | ---------- | ----------------- |
| 1910年（明治43年） | [ 備考 1 ] |                   |
| 1911年（明治44年） | 641        | [ 東京府統計 1 ]  |
| 1912年（大正元年） | 773        | [ 東京府統計 2 ]  |
| 1913年（大正02年） | 696        | [ 東京府統計 3 ]  |
| 1914年（大正03年） | 812        | [ 東京府統計 4 ]  |
| 1915年（大正04年） | 1,071      | [ 東京府統計 5 ]  |
| 1916年（大正05年） | 1,300      | [ 東京府統計 6 ]  |
| 1919年（大正08年） | 1,963      | [ 東京府統計 7 ]  |
| 1920年（大正09年） | 2,669      | [ 東京府統計 8 ]  |
| 1922年（大正11年） | 4,026      | [ 東京府統計 9 ]  |
| 1923年（大正12年） | 6,413      | [ 東京府統計 10 ] |
| 1924年（大正13年） | 6,666      | [ 東京府統計 11 ] |
| 1925年（大正14年） | 8,264      | [ 東京府統計 12 ] |
| 1926年（昭和元年） | 11,089     | [ 東京府統計 13 ] |
| 1927年（昭和02年） | 12,584     | [ 東京府統計 14 ] |
| 1928年（昭和03年） | 12,741     | [ 東京府統計 15 ] |
| 1929年（昭和04年） | 12,578     | [ 東京府統計 16 ] |
| 1930年（昭和05年） | 12,021     | [ 東京府統計 17 ] |
| 1931年（昭和06年） | 11,078     | [ 東京府統計 18 ] |
| 1932年（昭和07年） | 11,049     | [ 東京府統計 19 ] |
| 1933年（昭和08年） | 10,671     | [ 東京府統計 20 ] |
| 1934年（昭和09年） | 10,825     | [ 東京府統計 21 ] |
| 1935年（昭和10年） | 11,145     | [ 東京府統計 22 ] |

### 年度別1日平均乗車人員（1953年 - 2000年）
| 年度               | 国鉄 / JR東日本 | 営団   | 出典              |
| ------------------ | --------------- | ------ | ----------------- |
| 1953年（昭和28年） | 20,184          | 未開業 | [ 東京都統計 1 ]  |
| 1954年（昭和29年） | 21,675          | 未開業 | [ 東京都統計 2 ]  |
| 1955年（昭和30年） | 23,764          | 未開業 | [ 東京都統計 3 ]  |
| 1956年（昭和31年） | 26,499          | 未開業 | [ 東京都統計 4 ]  |
| 1957年（昭和32年） | 29,247          | 未開業 | [ 東京都統計 5 ]  |
| 1958年（昭和33年） | 32,177          | 未開業 | [ 東京都統計 6 ]  |
| 1959年（昭和34年） | 35,078          | 未開業 | [ 東京都統計 7 ]  |
| 1960年（昭和35年） | 38,003          | 未開業 | [ 東京都統計 8 ]  |
| 1961年（昭和36年） | 39,364          | 未開業 | [ 東京都統計 9 ]  |
| 1962年（昭和37年） | 41,902          | 未開業 | [ 東京都統計 10 ] |
| 1963年（昭和38年） | 44,219          | 未開業 | [ 東京都統計 11 ] |
| 1964年（昭和39年） | 46,694          | 未開業 | [ 東京都統計 12 ] |
| 1965年（昭和40年） | 47,570          | 未開業 | [ 東京都統計 13 ] |
| 1966年（昭和41年） | 48,127          | 未開業 | [ 東京都統計 14 ] |
| 1967年（昭和42年） | 49,020          | 未開業 | [ 東京都統計 15 ] |
| 1968年（昭和43年） | 49,364          | 未開業 | [ 東京都統計 16 ] |
| 1969年（昭和44年） | 45,503          | 未開業 | [ 東京都統計 17 ] |
| 1970年（昭和45年） | 45,677          | 未開業 | [ 東京都統計 18 ] |
| 1971年（昭和46年） | 45,959          | 未開業 | [ 東京都統計 19 ] |
| 1972年（昭和47年） | 46,216          | 未開業 | [ 東京都統計 20 ] |
| 1973年（昭和48年） | 44,863          | 未開業 | [ 東京都統計 21 ] |
| 1974年（昭和49年） | 44,575          | 未開業 | [ 東京都統計 22 ] |
| 1975年（昭和50年） | 42,667          | 未開業 | [ 東京都統計 23 ] |
| 1976年（昭和51年） | 42,153          | 未開業 | [ 東京都統計 24 ] |
| 1977年（昭和52年） | 41,197          | 未開業 | [ 東京都統計 25 ] |
| 1978年（昭和53年） | 40,027          | 未開業 | [ 東京都統計 26 ] |
| 1979年（昭和54年） | 38,516          | 未開業 | [ 東京都統計 27 ] |
| 1980年（昭和55年） | 37,268          | 未開業 | [ 東京都統計 28 ] |
| 1981年（昭和56年） | 36,953          | 未開業 | [ 東京都統計 29 ] |
| 1982年（昭和57年） | 36,773          | 未開業 | [ 東京都統計 30 ] |
| 1983年（昭和58年） | 36,678          | 未開業 | [ 東京都統計 31 ] |
| 1984年（昭和59年） | 37,266          | 未開業 | [ 東京都統計 32 ] |
| 1985年（昭和60年） | 37,307          | 未開業 | [ 東京都統計 33 ] |
| 1986年（昭和61年） | 38,471          | 未開業 | [ 東京都統計 34 ] |
| 1987年（昭和62年） | 38,126          | 未開業 | [ 東京都統計 35 ] |
| 1988年（昭和63年） | 41,337          | 未開業 | [ 東京都統計 36 ] |
| 1989年（平成元年） | 41,356          | 未開業 | [ 東京都統計 37 ] |
| 1990年（平成02年） | 41,688          | 未開業 | [ 東京都統計 38 ] |
| 1991年（平成03年） | 43,975          | 1,435  | [ 東京都統計 39 ] |
| 1992年（平成04年） | 47,671          | 6,808  | [ 東京都統計 40 ] |
| 1993年（平成05年） | 49,370          | 7,723  | [ 東京都統計 41 ] |
| 1994年（平成06年） | 50,008          | 8,121  | [ 東京都統計 42 ] |
| 1995年（平成07年） | 49,156          | 8,317  | [ 東京都統計 43 ] |
| 1996年（平成08年） | 45,803          | 10,060 | [ 東京都統計 44 ] |
| 1997年（平成09年） | 43,764          | 10,279 | [ 東京都統計 45 ] |
| 1998年（平成10年） | 43,257          | 10,641 | [ 東京都統計 46 ] |
| 1999年（平成11年） | 42,715          | 10,574 | [ 東京都統計 47 ] |
| 2000年（平成12年） | 42,827          | 10,844 | [ 東京都統計 48 ] |

### 年度別1日平均乗車人員（2001年以降）
2001年度（平成13年度）以降の1日平均乗車人員の推移は下表の通り。
| 年度               | JR東日本 | 営団 / 東京メトロ | 出典              |
| ------------------ | -------- | ----------------- | ----------------- |
| 2001年（平成13年） | 43,848   | 12,951            | [ 東京都統計 49 ] |
| 2002年（平成14年） | 44,351   | 13,392            | [ 東京都統計 50 ] |
| 2003年（平成15年） | 44,482   | 13,918            | [ 東京都統計 51 ] |
| 2004年（平成16年） | 43,957   | 14,282            | [ 東京都統計 52 ] |
| 2005年（平成17年） | 44,524   | 14,841            | [ 東京都統計 53 ] |
| 2006年（平成18年） | 45,118   | 15,414            | [ 東京都統計 54 ] |
| 2007年（平成19年） | 46,582   | 16,647            | [ 東京都統計 55 ] |
| 2008年（平成20年） | 46,777   | 16,956            | [ 東京都統計 56 ] |
| 2009年（平成21年） | 46,525   | 16,923            | [ 東京都統計 57 ] |
| 2010年（平成22年） | 46,555   | 17,268            | [ 東京都統計 58 ] |
| 2011年（平成23年） | 46,005   | 17,118            | [ 東京都統計 59 ] |
| 2012年（平成24年） | 46,988   | 17,748            | [ 東京都統計 60 ] |
| 2013年（平成25年） | 47,490   | 18,211            | [ 東京都統計 61 ] |
| 2014年（平成26年） | 47,231   | 18,608            | [ 東京都統計 62 ] |
| 2015年（平成27年） | 46,998   | 19,131            | [ 東京都統計 63 ] |
| 2016年（平成28年） | 48,094   | 19,638            | [ 東京都統計 64 ] |
| 2017年（平成29年） | 48,964   | 20,236            | [ 東京都統計 65 ] |
| 2018年（平成30年） | 49,541   | 20,740            | [ 東京都統計 66 ] |
| 2019年（令和元年） | 48,861   | 20,694            | [ 東京都統計 67 ] |
| 2020年（令和02年） | 35,245   |                   |                   |
| 2021年（令和03年） | 37,059   |                   |                   |
| 2022年（令和04年） | 40,906   |                   |                   |
| 2023年（令和05年） | 42,719   |                   |                   |

備考
1. ↑  1910年11月15日開業。
2. ↑  1991年11月29日開業。開業日から翌年3月31日までの計124日間を集計したデータ。

## 駅周辺

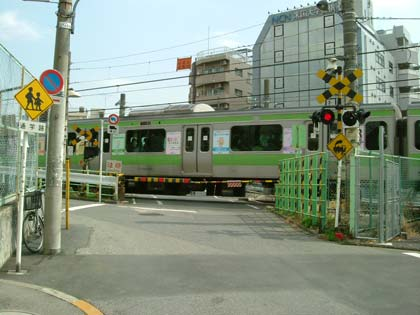
駅付近にある山手線唯一の踏切である第二中里踏切（2005年）

区境に位置する住宅街で、周囲には教育機関や庭園が多い。

### 北口側
- 旧古河庭園
- 染井稲荷神社
- 妙義神社
- 豊島区立駒込図書館
  - 豊島区区民ひろば駒込
  - 豊島区駒込地域文化創造館
  - 東京都赤十字血液センター駒込出張所
- 染井霊園
- 染井吉野記念公園
- 大國神社
- 駒込二丁目アパート（都電車庫跡地）
- 女子栄養大学短期大学部
- 本郷中学校・高等学校
- 中央聖書神学校
- 宗教法人日本アッセンブリーズ・オブ・ゴッド教団本部
- 東京スイミングセンター
- アパホテル〈駒込駅前〉

### 南口側
大和郷と呼ばれる地区。
- 六義園
- 駒込警察署
- 東洋文庫
- 駒込駅前郵便局
- 本駒込二郵便局
- 文京グリーンコート
- 駒込すくすくルーム
- 文京学院大学女子中学校・高等学校
- 日本医師会
- フレーベル館
- 芥川製菓本社

### 東口側
ほぼ谷田川の暗渠に沿って、北方向には駒込さつき通り、しもふり銀座、染井銀座、南方向にはアゼリア通り、田端銀座、と複数の商店街が南北に連なっている。
- 中里郵便局
- 日枝神社
- 学校法人聖学院本部
- 聖学院中学校・高等学校、女子聖学院中学校・高等学校

## バス路線
駒込駅南口
- 都営バス
  - 茶51：秋葉原駅前行・御茶ノ水駅前行 ※御茶ノ水駅前行は早朝のみ
- 日立自動車交通
  - Kバス 王子・駒込ルート（平日）・王子・駒込・田端ルート（土休日）：JR王子駅行
  - Kバス 田端循環ルート（平日）・王子・駒込・田端ルート（土休日）：JR田端駅循環

南北線駒込駅
- 日立自動車交通
  - Bーぐる 千駄木・駒込ルート：文京シビックセンター（春日駅前）方面

## 隣の駅
東日本旅客鉄道（JR東日本）
 山手線
巣鴨駅 (JY 11) - 駒込駅 (JY 10) - 田端駅 (JY 09)
東京地下鉄（東京メトロ）
 南北線
本駒込駅 (N 13) - 駒込駅 (N 14) - 西ケ原駅 (N 15)

### 記事本文